# Jürgen May
Jürgen May (República Federal Alemana, 18 de junio de 1942) es un atleta alemán retirado especializado en la prueba de 1500 m, en la que consiguió ser medallista de bronce europeo en pista cubierta en 1972.

## Carrera deportiva
En el Campeonato Europeo de Atletismo en Pista Cubierta de 1972 ganó la medalla de bronce en los 1500 metros, con un tiempo de 3:46.42 segundos, tras el francés Jacky Boxberger  y el griego Spylios Zacharopoulos.
Fue poseedor del récord europeo de los 1500 metros desde el 14 de julio de 1965 —lo poseía el francés Michel Jazy— al 24 de junio de 1966, cuando lo consiguió de nuevo Michel Jazy.